# セブンホームセンター
セブンホームセンター (7 HOME CENTER) は、株式会社イトーヨーカ堂がかつて運営していたホームセンターである。なお、同業系列にダイクマがあったが、現在はヤマダデンキ系列になっている。

## 概要
2008年11月28日に既存の「イトーヨーカドー金町店」の2階に1号店の金町店を開店。以降、既存の店舗を改装する形で出店。いずれの店舗も「イトーヨーカドー」や「ザ・プライス」に併設されている。
主にDIY関連商品や家電製品や日用品などを販売している。プライベートブランドである「セブンプレミアム」も販売している。
nanacoや楽天Edyなどの各種電子マネーも利用可能で、イトーヨーカドー同様にハッピーデーには各種割引特典もある。
後述するように、2015年にすべての店舗が閉店しており、現存していない。

## 店舗
- 最大で4店舗存在しており、金町、松戸、武蔵境、川口の4店舗が存在した。
- 閉店後の跡地は、武蔵境・松戸・金町は「イトーヨーカドー」の店舗拡張、川口は2015年5月に「イトーヨーカドーアウトレット」に改装された。最初に開業した金町店は2015年6月25日をもって営業を終了し[2]、「イトーヨーカドー」の住まいの品売り場の一角に縮小され、全店舗閉鎖になった。